# Always (film)
Always is een dramafilm uit 1989 geregisseerd door Steven Spielberg.

## Verhaal
Pete Sandich (Richard Dreyfuss) is een legendarische piloot, een echte lefgozer als het gaat om het bestrijden van het vuur met zijn vliegtuig. Zijn grote liefde Dorinda (Holly Hunter) en beste vriend Al (John Goodman) weten echter dat zelfs legendes niet risico's kunnen blijven nemen. Op een dag slaat dan ook het noodlot toe. Maar is hij wel echt weg of vliegt hij nog steeds mee als wakende engel ?

## Rolverdeling
| Acteur              | Personage              |
| ------------------- | ---------------------- |
| Richard Dreyfuss    | Pete Sandich           |
| Holly Hunter        | Dorinda Durston        |
| Brad Johnson        | Ted Baker              |
| John Goodman        | Al Yackey              |
| Audrey Hepburn      | Hap                    |
| Roberts Blossom     | Dave                   |
| Keith David         | Powerhouse             |
| Ed Van Nuys         | Nails                  |
| Marg Helgenberger   | Rachel                 |
| Dale Dye            | Don                    |
| Brian Haley         | Alex                   |
| James Lashly        | Charlie                |
| Michael Steve Jones | Grey                   |
| Kim Robillard       | Air Traffic Controller |
| Jim Sparkman        | Dispatcher             |